# Gallien-Krueger
Gallien-Krueger — американська компанія, виробник музичного обладнання.

## Історія
Засновником компанії є американець Роберт (Боб) Галлієн. Він виріс в місті Антіок, штат Каліфорнія, і в студентські роки почав брати уроки гри на гітарі в місцевому музичному магазині Webb's Music. Там він  зацікавився електронікою, допомагав власнику створювати динаміки та пізніше став модифікувати власний комбопідсилювач Fender Deluxe. Він мріяв стати або музикантом, або пілотом, але вступив до Університету Каліфорнії, Берклі, і став навчатися на інженера.
Здобувши вищу освіту, Галлієн влаштувався на роботу в компанію Hewlett-Packard. Саме тут Галлієн дізнався про незвичний спосіб поєднання  транзисторів, який дозволяв створювати отримувати надзвичайно велику потужність підсилювача у 226 ватів (для порівняння — тогочасні Fender Twin досягали потужності 44 ват, а стоватні Marshall Super Leads були не дуже поширеними). У себе в гаражі Галлієн створив перші гітарні підсилювачі — GMT 226A з ефектами реверберації та тремоло та GMT 226B без ефектів. Всього він виробив близько 150 підсилювачів, один з яких (прототип під серійним номером № 6) придбав місцевий музикант Карлос Сантана. Саме цей підсилювач Сантана використовував на фестивалі «Вудсток» 1969 року. Задоволений звучанням, Сантана пізніше придбав це дві «голови» GMT 226A, які прозвали «Космічним кораблем» (англ. Spaceship) за незвичну форму, і використовував їх наприкінці 1969 року на рок-фестивалі «Альтамонт».
Власник музичного магазину Webb's Music порадив Галлієну зосередитися на бас-гітарному обладнанні, тому що багато тогочасних компаній виробляли якісні гітарні підсилювачі, а потужної бас-гітарної апаратури було не так багато. Попит на підсилювачі Галлієна був настільки високим, що він не встигав їх виробляти, тому об'єднався з іншим інженером Hewlett-Packard Річем Крюгером, внаслідок чого бренд GMT було змінено на Gallien-Krueger, або просто GK. Серед примітних інноваційних продуктів компанії — створений 1982 року підсилювач GK 800RB, який мав металевий корпус, вбудований DI (директ-бокс) та знімний кабель: цей підсилювач був одним з найпоширеніших у 1980-ті роки та вплинув на дизайн інших схожих продуктів. Протягом наступних десятиліть компанія випускала нові моделі підсилювачів («голови» та «кабінети»), комбінованих підсилювачів, попередніх підсилювачів тощо. Пізніше Річ Крюгер залишив компанію, проте назва Gallien-Krueger залишалася незмінною.
Серед артистів, які широко використовують продукцію Gallen-Krueger — Флі (Red Hot Chili Peppers), Дафф Маккаган (Guns N' Roses), джазовий контрабасист Дейв Голланд, Джастін Ченселлор (Tool) та десятки інших.